# Ram Mohan Roy
Ram Mohan Roy (født 1774 i Bengalen, død 1833 i Bristol) var en indisk religiøs reformator.